# Bennett Park
Le James Gordon Bennett Park est un parc public de la ville de New York. Il est situé dans le quartier de Washington Heights, dans l'arrondissement de Manhattan et construit sur le site de l'ancien Fort Washington où l'armée continentale a mis en déroute les troupes britanniques en 1776. Un affleurement de schiste de Manhattan est situé au cœur du parc. Le Bennett Park correspond au point culminant de Manhattan avec une altitude de 80,77 mètres, et un monument en pierre situé dans le parc marque cette particularité.